# Asger Schnack bibliografi
Bibliografi for Asger Schnack.

## Forfatterskab
- Øjeæbler. Digte. Arena 1967
- Kun farver kan ses nu. Digte. Arena Sub-Pub 1969
- Schweiz. Lille roman. Arena Sub-Pub 1969
- Forsøg i gråt. Prosadigt. Arena Sub-Pub 1969
- Terrainløb. Et digt. Arena Sub-Pub 1969
- Livet er her her her og her. Digt. Arena Sub-Pub 1969
- Drømmehistorier. Digte. Sigvaldi 1970
- Spejltelegrammer. Digte. Borgen 1971
- Jeg drømmer om langvarig sol. Digte. Borgen 1972
- Flydende musik. Digte. Jorinde & Joringel 1972
- Berus den korte nat. Digte. Eget forlag 1972
- Kærligheden, Bob Dylan. Digte m. tegninger af Stig Wilner Hansen. Privattryk 1972
- Digte fra her. Digte. Borgen 1973
- Kærligheden er det eneste ord der findes. Digt. Swing 1974
- Ned ad skråningerne. Digte. Swing 1974
- Magten har stjerner på hænderne. Digte. Swing 1975
- Det var ikke mig. Prosa. Borgen 1976
- 42 år. Prosa. Borgen 1977
- Bob Dylan i Göteborg. En reportage (s.m. Peder Bundgaard). Borgen 1978
- Jeg forsvinder og virker således. Digte. Gyldendal 1978
- Eller hvad ved jeg. Prosa. Gyldendal 1979
- Bowie Bowie. Digte (s.m. Klaus Høeck). Gyldendal 1980
- Nul. Digte (s.m. Klaus Høeck og F. P. Jac). Sommersko 1980
- Savoir-vivre. Novelle. Privattryk 1980
- Eno one. Digte (s.m. Klaus Høeck). Albatros 1980
- Kvint. Et digt. Gyldendal 1980
- Bandet Nul Live. Digte (s.m. Klaus Høeck og F. P. Jac). Tiderne Skifter 1981
- Portræt. 40 danske digtere efter 1968. Essays m. fotografier af Gregers Nielsen. Gyldendal 1981
- Sprit. Digte m. tegninger af Gunnar Møller. Brøndum 1981
- Aster 1. Digte. Gyldendal 1981
- Eno zebra. Digte (s.m. Klaus Høeck). Schønberg 1982
- Anima. Prosa. Gyldendal 1982
- Bandet Nul de luxe. Digte (s.m. Klaus Høeck og F. P. Jac). Tiderne Skifter 1982
- Aqua. Digt. Curbstone Press 1982
- Aster 2. Digte. Gyldendal 1983
- Ane Schmidt: Jeg. En persienneroman. Gyldendal 1983. Tysk udgave: Jalousien. Rowohlt 1984 (2. udgave 1994). Norsk udgave: Jeg. Rosa & Svart 1985
- Lyksalighedens Ø. Digte til tegninger af Carl-Henning Pedersen. Galerie Birch 1983
- Bandet Nul Samler Værket. Digte (s.m. Klaus Høeck og F. P. Jac). Tiderne Skifter 1983
- Eno high. Digte (s.m. Klaus Høeck). Schønberg 1983
- Blåvand revisited. Digte (s.m. Klaus Høeck). Schønberg 1984
- Aster 3. Digte. Gyldendal 1984
- Ane Schmidt: Ham. Roman. Gyldendal 1984. Tysk udgave: Er. Rowohlt 1985. Fransk udgave: Ham. Zulma 1996. 2. udgave: Le Serpent à plumes 2002
- Jævndøgn. Digte (s.m. Klaus Høeck). Schønberg 1985
- Klang. Et digt. Gyldendal 1986
- Stilheden. Digte. Gyldendal 1987
- Den blå lussing. Digte. Gyldendal 1988
- 80 moderne danske digtere. Præsentation & Portræt. Essays m. fotografier af Gregers Nielsen (s.m. Jørgen Gustava Brandt). Gyldendal 1988
- Når jeg nynner. 24 stykker for børn og voksne. Illustreret af Jørn Mathiassen. Høst & Søn 1989
- Per Kirkeby. Sten, papir, saks. Et essay (s.m. Teit Jørgensen). Hans Reitzels Forlag 1990. Tysk udgave: Per Kirkeby. Stein, Papier, Schere. Kleinheinrich 1991
- Da jeg blev fed. Digte m. et grafisk arbejde af Per Kirkeby. Brøndum 1990
- Lys og luft. Essays m. et grafisk arbejde af Claus Carstensen. Brøndum 1990
- Klokken er. Børnebog m. grafiske arbejder af Peter Hentze. Brøndum 1991
- Digte fra halvtredserne. Digte (s.m. F. P. Jac). Rosinante/Munksgaard 1991
- Tre kvindelige lyrikere. Et essay. Nansensgade Antikvariat 1991
- Ane Schmidt: Anelser. Samlet udgave af Jeg og Ham. Tiderne Skifter 1992. 2. udgave: Høst & Søn 2001. 3. udgave: Rosinante 2013. Engelsk udgave: In the Flesh. Souvenir Press 1995. Amerikansk udgave: The Overlook Press 1996
- Dansen, sorgen. Et prosadigt. Rosinante/Munksgaard 1993
- Digte – læs og forstå. Essays. Høst & Søn 1993 og 1998
- Det var ikke mig. 42 år. Eller hvad ved jeg. Rosinante paperbacks 1993
- Sådan skulle vi være. En firser-suite (s.m. F. P. Jac). Aschehoug 1994
- Den lille blå serviet. Digte for børn. Illustreret af Alice de Champfleury. Høst & Søn 1994
- Pludseligheden. Udvalgte digte (red. Erik C. Lindgren). Munksgaard/Rosinante 1994
- En lille hvid bog. Digte for børn. Illustreret af Bente Bech. Høst & Søn 1996
- Jeg husker alt. Digte. Munksgaard/Rosinante 1996
- Digte er til at læse. Essays. Høst & Søn 1996
- Hov, der blinkede noget i vandet. Digte. Munksgaard/Rosinante 1997
- Helle Vibeke Jensen: Hoved & hale. En billedbog om modsætninger (tekster). Høst & Søn 1997
- På hænder for halvfemserne. Pludselige indfald med vågent øje (s.m. F. P. Jac). Lindhardt og Ringhof 1998
- Spor / med skrifter. Digte. Forening for Boghaandværk 1998
- 1998. Digte. Munksgaard/Rosinante 1998
- Bob Dylan. En guide til hans plader (s.m. Christian Braad Thomsen). Høst & Søn 1998. 2. udgave 2001. 3. udgave: Tiderne Skifter 2008. Svensk udgave: Bob Dylan. En guide till hans skivor. Alfabeta 1999 (2. udgave 2002)
- Duoen samler halvfemserne. Digte (s.m. F. P. Jac). Lindhardt og Ringhof 2000
- Stemmer og sten ved Assistens Kirkegård. Digte m. fotografier af Lars Gundersen. Biblioteket Øverste Kirurgiske 2000
- 81 spor. Cd. The Booktrader 2000
- Rejsen til Geiger / Die Reise zu Geiger. (På tysk ved Herbert Zeichner). Et digt. Bebop 2000
- Bløde punkter. Børnebog. Illustreret af Dorte Karrebæk. Høst & Søn 2000
- Duoen Jac & Schnack: Vi spiller for vores natur. Digte. Gyldendal 2001
- Jeg tror nok jeg kan tåle mere kærlighed end de fleste. En bog om Dan Turèll. Høst & Søn 2001
- Spejl og spor. Essays. Lindhardt og Ringhof 2002
- Det seje sjak mødes under uret. Børnebog. Rosinante 2002
- Around the World. Kun farver kan ses nu 2. Digte. Lindhardt og Ringhof 2002
- Dansk Gobelinkunst. Poetiske refleksioner. Århus Kunstbygning 2002
- Carl-Henning Pedersen: I det blå. Fra det blå (tekst). Galerie Asbæk 2002
- Duen Jac & Paardekooper: Digte på stedet. Digte. Lindhardt og Ringhof 2003
- Paardekooper: Sixten og Elvira. Blade af en fiktion. Lindhardt og Ringhof 2003. Fransk udgave: La Triste Histoire d’Elvira Madigan et du lieutenant Sixten Sparre. Actes Sud 2007
- Paardekooper: Refleksioner – i nyt nordisk lys (russisk tekst) m. fotografier af Lars Gundersen. Skt. Petersborg 2003
- Paardekooper: Stemmer og sten ved Vestre Kirkegård. Digte m. fotografier af Lars Gundersen. Biblioteket Øverste Kirurgiske 2003
- Treklang. Samlet udgave af Kvint, Aster, Klang og Stilheden. Lindhardt og Ringhof 2004
- Paardekooper: Dyr beset i glas (tekst) m. fotografier af Lars Gundersen. Zoologisk Have/Musikhuset Aarhus 2004
- Tabu tuba. Roman. Forlaget politisk revy 2007
- Duoen Jac & Schnack: Digte 2007. Deadlines m.m. Lindhardt og Ringhof 2007
- Skjulte skygger var pludselig en krop. En stafetroman, s.m. Lars Gundersen. Tiderne Skifter 2008
- Street. Roman. Forlaget politisk revy 2008
- Bob Dylan og The Beat Generation. Et essay. Forlaget politisk revy 2008
- J. P. Jacobsen, Thisted. Digte m. fotografier af Lars Gundersen. Tiderne Skifter 2009
- Glem tiden. Et digt. Fingerprint 2010
- Bål og brand. Essays. A Ducksoup Book 2010
- Ved dødslejet og andre digte. Jorinde & Joringel 2010
- Viborg taler. Digte m. fotografier af Lars Gundersen. Tiderne Skifter 2010
- Befriet. Eksistensstykker. Det andersenske Forlag 2011
- Landskaber. Udvalgte digte fra 1970'erne. Forlaget Spring 2011
- Duoen Jac & Schnack: Duoen samler sig selv. Lindhardt og Ringhof 2012
- Morti Vizki. En kærlighedserklæring. Arena 2012
- Den sidste vågne racerbil. Digte. Jorinde & Joringel 2014
- Kick A: Min kunsthistorie. Et digt. Korridor 2014
- Lutter Læsø. Digte m. fotografier af Lars Gundersen. Læsø Turistbureau 2014
- Dan Turèll var vild med Clifford Brown. Opdateringer. Forlaget Fuglekøjen 2014
- Dan Turèll – hele historien (s.m. Lars Movin og Steen Møller Rasmussen). Informations Forlag 2015
- Essays. Et langdigt. Gladiator 2015
- Rejsen, de aldrig kom hjem fra. Et essay om en ekspedition. Galleri Tom Christoffersen 2015
- Læsø lever! Med fotografier af Lars Gundersen. Forlaget Fannemand 2017
- Graffiti. Digte og skrift. Forlaget Fuglekøjen 2017
- Folk. 80 over 80. Med fotografier af Lars Gundersen. Frydenlund 2017

### Antologier og udvalg (red.)
- Min Generation (s.m. Dan Turèll). Swing 1975
- Næste generation. En tema-antologi. Borgen 1977
- Poul Borum: Mod en væg (s.m. Dan Turèll). Swing 1977
- Danske Digte. Fra Thomas Kingo til Marianne Larsen. Borgen 1978
- Ung dansk poesi. 22 digtere fra halvfjerdserne (s.m. Poul Borum). Borgen 1979
- Jørgen Gustava Brandt: Tidens fylde. Swing 1979
- Henrik Nordbrandt: Rosen fra Lesbos. Swing 1979
- Dansk poesi fra Bundgård Povlsen til Inger Christensen. Gyldendal 1981
- Marianne Larsen: Selected poems. Curbstone Press 1982
- Per Højholt: Digte 1963-79. Schønberg 1982
- 19 noveller. Gyldendal 1983
- Marianne Larsen: Udvalgte digte 1969-82. Borgen 1983
- Jørgen Gustava Brandt: Selected Longer Poems. Curbstone Press 1983
- Sort poesi (s.m. Klaus Høeck). Centrum 1984
- Michael Strunge: Unge Strunge (s.m. Klaus Høeck). Borgen 1985
- Digte af Steen Steensen Blicher. Hans Reitzels Forlag 1985
- Digte af Sophus Claussen. Hans Reitzels Forlag 1985
- Digte af Emil Aarestrup. Hans Reitzels Forlag 1985
- Digte af Ludvig Bødtcher. Hans Reitzels Forlag 1985
- Digte af Thøger Larsen. Hans Reitzels Forlag 1986
- Digte af Klaus Rifbjerg. Hans Reitzels Forlag 1986
- Digte af Schack Staffeldt. Hans Reitzels Forlag 1986
- Digte af Gustaf Munch-Petersen. Hans Reitzels Forlag 1986
- Digte af B. S. Ingemann. Hans Reitzels Forlag 1987
- Digte af Erik Knudsen. Hans Reitzels Forlag 1987
- Digte af Ambrosius Stub. Hans Reitzels Forlag 1987
- Digte af Jens August Schade. Hans Reitzels Forlag 1987
- Digte af Tove Ditlevsen. Hans Reitzels Forlag 1988
- Digte af Inger Christensen. Hans Reitzels Forlag 1988
- Digte af Carsten Hauch. Hans Reitzels Forlag 1988
- Digte af Jeppe Aakjær. Hans Reitzels Forlag 1988
- Klaus Høeck: Udvalgte digte. Gyldendal 1988
- 100 lyriske digte af den danske litteratur. Fra Stub til Claussen; i: Victor B. Andersen’s Maskinfabrik nr. 19, 1988
- Digte af Thomas Kingo. Hans Reitzels Forlag 1989
- Digte af Otto Gelsted. Hans Reitzels Forlag 1989
- Digte af J. P. Jacobsen. Hans Reitzels Forlag 1989
- Digte af F. P. Jac. Hans Reitzels Forlag 1989
- Digte af Hans Adolph Brorson. Hans Reitzels Forlag 1990
- Digte af William Heinesen. Hans Reitzels Forlag 1990
- Digte af Johannes Ewald. Hans Reitzels Forlag 1990
- Med lukkede øjne. Spontan poesi, en eksempelsamling fra tyverne til i dag. Hans Reitzels Forlag 1990
- Per Kirkeby: Udvalgte digte. Borgen 1991
- Hvor Skoven dog er frisk og stor. Digte og sange af H.C. Andersen. Hans Reitzels Forlag 1991
- Ole Wivel: Øjeblikke med tiden (s.m. F.P. Jac). Forlaget Per Kofod 1991
- Michael Strunge: Udvalgte Strunge (s.m. Klaus Høeck). Borgen 1992
- LyrikBogen. Dansk lyrik fra 1680 til 1990 – med europæiske eksempler. Munksgaard 1992
- LyrikBåndet. Munksgaard 1992
- Dan Turèll. Et forfatterskab i udvalg. Borgen 1994
- Guldalderdigte. 5 danske guldalderdigtere i udvalg. Hans Reitzels Forlag 1994
- Kærestebogen. 150 danske kærlighedsdigte. Aschehoug 1995 (2. udgave 1997)
- F. P. Jac: Årsvækster. Udenomsdigte 1977-94. Borgen 1995
- Kærestebogen. 20 danske kærlighedshistorier. Aschehoug 1996
- 365 digte. 365 danske digte fra det 20. århundrede. Aschehoug 1996
- Danske digtere i udvalg 1-3. Hans Reitzels Forlag 1997
- Kirsten Klein: Vejr og landskab (digtudvalg). Hans Reitzels Forlag 1997
- Danmarks land. Danske forfattere skildrer land og by. Aschehoug 1998
- Emil Aarestrup: Du! Du! Du Søde. Erotisk poesi. Høst & Søn 1999
- Kærestebogen. 201 danske digte og historier om kærlighed. Aschehoug 1999
- Dan Turèll: All Time Greatest Hits. Borgen 2000 (3. udgave: Gyldendal 2016)
- B. S. Ingemann: Gylden poesi. Høst & Søn 2000
- Til min elskede. 151 danske kærlighedsdigte. Aschehoug 2001
- Jeg er ombølget af dig … Danske kærlighedsdigte fra folkevisen til Sophus Claussen. Aschehoug 2006
- Jørgen Gustava Brandt: Højdepunkter. Digte i udvalg. Tiderne Skifter 2009
- F. P. Jac: Man tror man samler sig til hele livet. Efterladte og ikke bogførte digte 1976-2008. Tiderne Skifter 2010
- F. P. Jac: Fra mine unge bevægelser. Efterladt og ikke bogført prosa 1980-2008. Tiderne Skifter 2011
- Per Kirkeby: Writings on Art. Spring Publications 2012
- Per Kirkeby: Læsebog. Uddrag af den store tekst 1961-2011. Tiderne Skifter 2012
- Leve poesien. En vimpel til Pia Juul. A Ducksoup Book 2012
- Eske K. Mathiesen: Udvalgte digte 1975-2013. Asger Schnacks Forlag 2014
- F.P. Jac: Udvalgte digte. Tiderne Skifter 2017

## Oversættelser
- Cynthia Ozick: Kannibalgalaksen. Gyldendal 1987
- Wassily Kandinsky: Klange. Brøndum 1989
- Gunilla Myrberg: Midtvejskvinde. Høst & Søn 1990
- Kristian Romare: Den fortryllede by. En bog om Palle Nielsen. Hans Reitzels Forlag 1990
- Robert Swindells: Værelse 13. Høst & Søn 1990
- Per B. Adolphson & Erik Centerwall: Når vi elsker. Hans Reitzels Forlag 1991
- Se hvad de kan! Høst & Søn 1991
- Jon-Roar Bjørkvold: Det musiske Menneske. Hans Reitzels Forlag 1992
- Hvor er musen henne? Høst & Søn 1992
- Margareta Krantz & Johan Hagelbäck: Spøgelsesnattens mindste bøh! Høst & Søn 1992
- Wassily Kandinsky: Stor – lille. Digte efter Klange (s.m. Manni Crone). Redaktion Brøndum/Aschehoug 1993
- Johan Cullberg: Skaberkriser. Strindbergs inferno og Dagermans. Hans Reitzels Forlag 1994
- Inger Margrethe Gaarder: Pandoras kar og andre fortællinger om mennesker og højere magter. Høst & Søn 1994
- Jostein Gaarder: I et spejl, i en gåde. Høst & Søn 1994
- Kurt Schwitters: Zoologisk Have-lotteriet m.m.; i: Per Kirkeby: Schwitters. Edition Bløndal 1994
- Leon Garfield & Edward Blishen: Guden i havet. Høst & Søn 1995
- Jostein Gaarder: Vita Brevis. Høst & Søn 1997
- Hans Arp: Lille antologi & Månesand (s.m. Herbert Zeichner). Bebop 2000
- Robert Desnos: Jeg har sådan drømt om dig (s.m. Manni Crone). Bebop 2000
- Rupprecht Geiger: Farve er motivet (s.m. Herbert Zeichner). Bebop 2001
- Boris Vian: Sange i gelé (s.m. Manni Crone). Bebop 2001
- Francis Picabia: Jesus Kristus Rastaquouère (s.m. Manni Crone). Bebop 2002
- Tristan Tzara: Femogtyve digte (s.m. Manni Crone). Bebop 2003
- Paul Éluard: Dyrene og deres mennesker, menneskene og deres dyr (s.m. Manni Crone). Bebop 2003
- Henning Kramer Dahl: Stjerneskudt. Nansensgade Antikvariats Forlag 2004
- Wassily Kandinsky: Klange og andre digte (s.m. Manni Crone). Bebop 2005
- Philippe Soupault: Westwego & Gravskrifter (s.m. Rosita Crone og Julie Melskens). Bebop 2005
- Allen Ginsberg: Ved Apollinaires grav; i: Spring, nr. 28, 2009